# Casemate du Légeret
La casemate du Légeret est une casemate d'intervalle CORF de la ligne Maginot, située sur la commune de Siersthal dans le hameau du Légeret, dans le département de la Moselle.

## Position sur la ligne
Faisant partie du sous-secteur du Légeret, dans le secteur fortifié de Rohrbach, la casemate du Légeret est intégrée à la « ligne principale de résistance » à l'est de l'ouvrage du Simserhof (O 300), à portée de tir des canons du gros ouvrage du Schiesseck (O 350) encore plus à l'est.

## Description
C'est une casemate simple du modèle « nouveaux fronts » (modèle 1930), dont l'armement principal devait tirer en flanquement le long de la ligne, uniquement vers l'est. Elle est donc équipée avec deux créneaux de tir cuirassé sous béton, l'un pour un jumelage de mitrailleuses (qui peut être remplacé par un antichar de 47 mm : JM/AC 47), l'autre uniquement pour un jumelage de mitrailleuses. Cet armement en façade est complété au-dessus par une cloche pour un troisième jumelage de mitrailleuses (cloche JM).
La protection rapprochée était confiée à trois créneaux pour fusil-mitrailleurs, avec en toiture une « cloche pour guetteur et fusil-mitrailleur » (cloches GFM modèle A). L'étage inférieur, en sous-sol, abrite un groupe électrogène et le système de ventilation et de filtrage (en cas d'alerte au gaz).

## État actuel
Propriété privée, la parcelle sert de terrain d'auto-école.